# Z-Chromosom
Das Z-Chromosom ist ein Geschlechtschromosom der Vögel sowie einiger Reptilien, Fische und Insekten. In den betroffenen Arten besitzen weibliche Tiere den hemizygoten Karyotyp WZ und männliche Tiere den homozygoten Karyotyp ZZ. 
Diesem WZ/ZZ-System steht das (meist bekanntere) XX/XY-System gegenüber.

## Aufbau und Funktion
Analog zum X-Y-Chromosomenverhältnis ist das Z-Chromosom wesentlich größer als das W-Chromosom. Am besten erforscht ist es bisher beim Haushuhn, wo eine Länge von ca. 74.600.000 Basenpaaren beschrieben ist, welche 793 Gene enthalten, wovon bisher die Funktion von 668 bekannt ist (Stand August 2010). Im Gegensatz dazu ist das W-Chromosom lediglich 260.000 bp lang und enthält nur zwei Gene.
Wie das Z-Chromosom im homozygoten Zustand zur Ausbildung des männlichen Phänotyps führt, ist nicht genau bekannt. Ein Homolog zur SRY-Region des Y-Chromosom wurde im WZ-System bisher nicht gefunden. Möglicherweise führt eine dosisabhängige Wirkung eines oder mehrerer Gene auf dem Z-Chromosom zur Ausprägung des Geschlechtsphänotyps. In Frage dafür kommt unter anderem das DMRT1-Gen auf dem menschlichen Chromosom 9, das ein Ortholog auf dem Z-Chromosom aufweist.

## Evolution
Aufgrund von DNA-Analysen wird vermutet, dass analog zum XY-System die Evolution der genetischen Geschlechtsbestimmung durch schrittweise Eliminierung von Rekombination zwischen Z- und W-Chromosom entstanden ist.

## Konsequenzen
Da männliche Tiere zwei Kopien des Z-Chromosoms, weibliche hingegen nur eine Kopie besitzen, verläuft der Erbgang geschlechtsgebundener Merkmale umgekehrt zum Erbgang, wie er von X-Y-Spezies bekannt ist: Rezessive Allele auf dem Z-Chromosom werden phänotypisch häufiger bei weiblichen als bei männlichen Tieren ausgebildet. Eine generelle Z-Inaktivierung bei männlichen Tieren (analog zur X-Inaktivierung bei weiblichen Säugetieren) scheint hingegen nicht stattzufinden. Ob und wie es zu einer Dosiskompensation des doppelten Z-Chromosoms bei männlichen Tieren kommt, ist unklar.